# Łata wodowskazowa

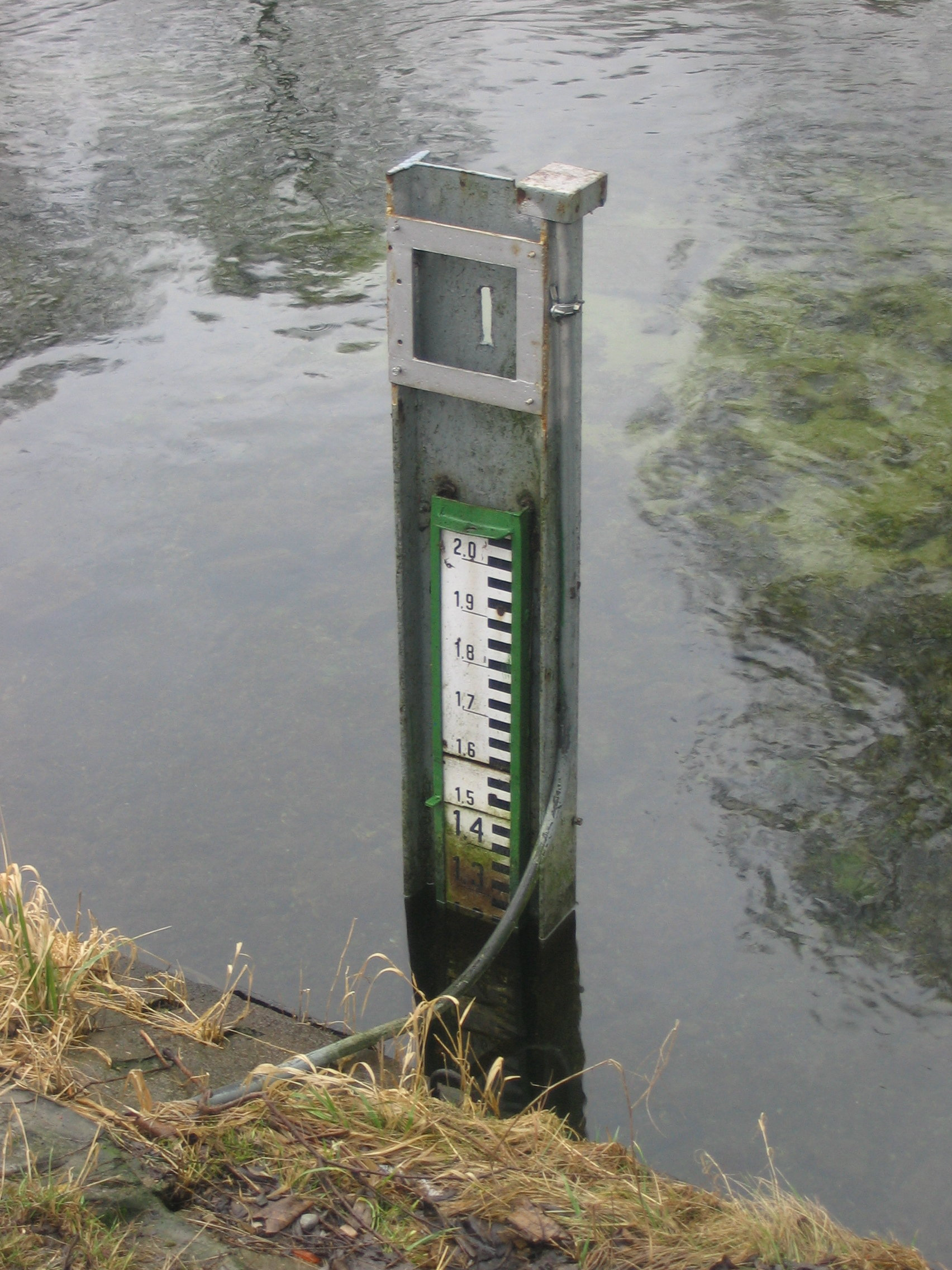
Łata koło mostu drogi wojewódzkiej nr 213 nad rz. Piaśnicą

Łata wodowskazowa – przyrząd w postaci dużej linijki umożliwiający odczyt stanu wody, umieszczany przy mostach, śluzach, przepustach. Wodowskazy łatowe wykorzystywane są w państwowej sieci hydrologiczno-meteorologicznej na posterunkach hydrologicznych, a także na budowlach hydrotechnicznych. Wartość elementarna podziału ma długość 2 cm, a opis cyfrowy podany jest co 10 cm. Odczyt stanu wody dokonywany jest z dokładnością do 1 cm, przez obserwatora w określonych terminach obserwacji. 

## Lokalizacje łat wodowskazowych
- Wodowskaz wolno stojący na palu
- Wodowskaz przy filarze mostu
- Wodowskaz przy izbicy.

## Rodzaje wodowskazów łatowych
- Łata prosta – podziałka na łacie jest określona co 2 cm (dokładność odczytu co 1 cm) opisana poprzez 3 cyfry. Łatę taką można stosować w przypadku niezbyt dużych wahań stanów wody – najczęściej północna część Polski.

- Wodowskaz grupowy – w przypadku, gdy zakres pomiarów na łacie jest dość duży stosuje się łaty dzielone. Wchodzą one w skład jednego wodowskazu i mają wspólny poziom (zera) odniesienia.

- Wodowskaz schodkowy – stosowany w korytach uregulowanych. Fragmenty łat są przymocowane do schodów usytuowanych na skarpach cieku. Przy tego typu położeniu łat odczyt jest bardzo dokładny, ponieważ łata usytuowana jest bokiem do nurtu (nie następuje podpiętrzanie wody na wodowskazie).

- Łaty skośne – montowane na skarpach cieków po regulacji (w żłobach). W tego typu łatach podziałka jest skażona (wielkość skażenia zależy od kąta nachylenia skarp cieku).

- Wodowskaz palowy – składa się z szeregu pali wbitych w przekroju poprzecznym rzeki w dno i skarpy.